# Лісове (Хмельницький район)
Лісове — село в Україні, у Волочиській міській громаді Хмельницького району Хмельницької області. Населення становить 38 осіб. До 2020 орган місцевого самоврядування — Поповецька сільська рада.

## Географія
Село розташоване на правому березі річки Случ.

## Історія
7 (20) листопада 1917 року, відповідно до Третього Універсалу Української Центральної Ради, увійшло до складу Української Народної Республіки.
До 2016 року село носило назву Жовтневе.
12 червня 2020 року, відповідно до розпорядження Кабінету Міністрів України № 727-р «Про визначення адміністративних центрів та затвердження територій територіальних громад Хмельницької області», увійшло до складу Волочиської міської громади.
19 липня 2020 року, в результаті адміністративно-територіальної реформи та ліквідації Волочиського району, увійшло до складу новоутвореного Хмельницького району.